# Кэмп-Арифджан
Кэмп-Арифджан является американской военной базой в Кувейте с июля 1999 года. Здесь расположены штабы Центральной Армии США и Совместной объединённой оперативной группы «Непоколебимая решимость».

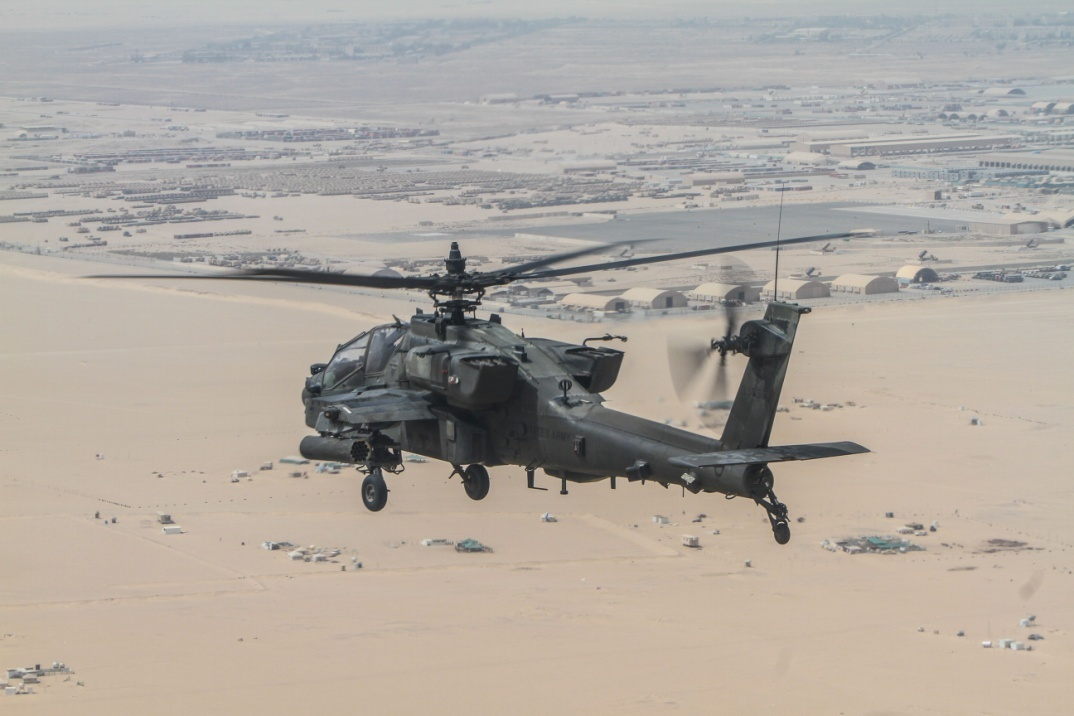
Вертолёт AH-64 Apache заходит на посадку

## Аэродром
Аэродром военной базы находится в руках Национальной Гвардии США. Он носит почётное наименование в честь генерала Дж. Паттона.

## Казармы
Многочисленные строения военного лагеря предназначены для 10 тысяч человек.
Обслуживают солдат только американские контрактники.